# Qālqānlū
Qālqānlū (persiska: قالقانلو) är en ort i Iran.   Den ligger i provinsen Västazarbaijan, i den nordvästra delen av landet, 400 km väster om huvudstaden Teheran. Qālqānlū ligger 2 048 meter över havet och antalet invånare är 139.
Terrängen runt Qālqānlū är kuperad.Runt Qālqānlū är det ganska glesbefolkat, med 47 invånare per kvadratkilometer. Närmaste större samhälle är Moḩammad ‘Alī Qeshlāqī, 8,6 km öster om Qālqānlū. Trakten runt Qālqānlū består i huvudsak av gräsmarker.